# Marcus Adams
Marcus Adams (ur. 15 maja 1875 w Southampton, zm. 9 kwietnia 1959) – angielski fotograf dzieci.
Posługiwał się aparatem fotograficznym wmontowanym w półkę z lalkami w atelier urządzonym jako pokój zabaw dla dzieci Nie wykonał ani jednego zdjęcia osoby powyżej 17 roku życia. Jego zdjęcia pojawiały się w albumach i na kartach pocztowych. Uwiecznił między innymi dwa pokolenia, królewskich dzieci w Wielkiej Brytanii – fotografując księżniczki Elżbietę i  Małgorzatę oraz księcia Karola i księżnę Annę.